# Andrés Bello (Miranda)
Andrés Bello è un comune del Venezuela situato nello Stato del Miranda.
Il capoluogo del comune è la città di San José de Barlovento.